# Gau Franconie-Main

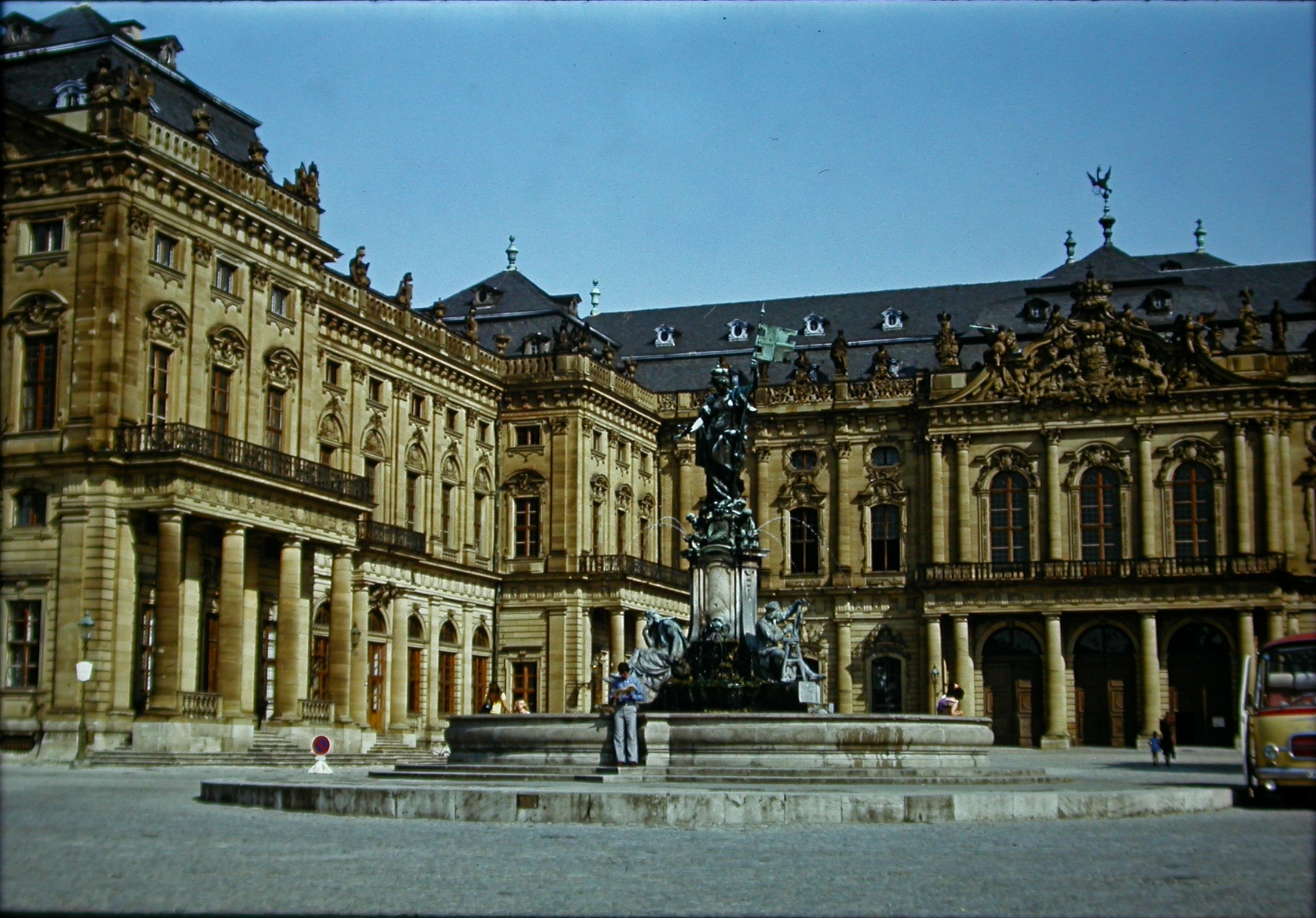
Wurtzbourg en 1973

Le Gau Franconie-Main (en allemand Gau Mainfranken) est une division administrative du Troisième Reich.

## Histoire
Le 27 juin 1927, le Gau Basse-Franconie (Gau Mainfranken) est fondé en tant que section du NSDAP. Le Gauleiter est officiellement depuis 1928 le dentiste Otto Hellmuth, qui était auparavant rédacteur en chef de l'organe Nationale Stimme et qui tient de se démarquer de Julius Streicher, Gauleiter de Nuremberg. En 1933, il devient membre du Reichstag nazi. En 1933, Franz von Epp est nommé Reichsstatthalter de Bavière, auquel les six Gaue bavarois sont subordonnés au niveau de l'État. En plus des grades et titres précédents de Hellmuth en tant que Gauleiter, SA-Standartenführer et NSKK-Obergruppenführer le 1er juillet 1934, il y a aussi celui de président de gau dans les gaue administratifs de Basse-Franconie et d'Aschaffenbourg ou (après que le gau administratif est renommé le 1er juillet 1937) Franconie-Main. Avec 840 000 habitants, le Gau est l'un des plus petits, la direction du Gau se situe à Wurtzbourg dans l'ancien bâtiment de l'hôtel Kronprinz au Theaterstrasse 24, rebaptisé Adolf-Hitler-Strasse, acquis par les nazis en 1934 et transformé en Gauhaus par l'architecte et plus tard conseiller municipal Fritz Saalfrank. Une Gauführerschule baptisé en hommage à Florian Geyer est au château de Gelchsheim.
Hellmuth veut faire de son Gau un modèle et donner à la population une sorte d'identité franconienne. Il considère la Franconie-Main comme le « Bauerngau » et la principale « tribu » franconienne dans la tradition des agriculteurs qui se sont battus pour leur liberté lors de la guerre des Paysans allemands en 1525. Outre Florian Geyer (vers 1490-1525), le chef paysan de 1525, des poètes tels que Wolfram von Eschenbach et l'artiste Balthasar Neumann sont des modèles. Hellmuth crée un prix d'art de Franconie-Main (rebaptisé plus tard le prix Max Reger); le surnom de Mainfranken apparaît désormais dans de nombreux noms (Mainfränkisches Museum, le journal du parti de 1934 à 1945 Mainfränkische Zeitung). L'exposition du Gau de 1939 Mainfranken wie es strebt und schafft doit être une exposition complète.
Trois semaines avant le boycott antisémite le 1er avril 1933, Hellmuth ordonne la fermeture temporaire des magasins, bureaux et cabinets juifs à Wurtzbourg le 11 mars 1933. Le Gauwirtschaftsberater Kurt Hasslinger prévoit de promouvoir l'aryanisation des entreprises juives, en particulier son successeur en 1937 Hans Vogel intervient massivement dans les ventes forcées, notamment dans le commerce de bétail dans la région de Bad Kissingen et Hammelburg. Lors de la Nuit de Cristal, de nombreuses synagogues et magasins sont détruits. En novembre 1941, les déportations de la population juive vers l'Est commencent.
Le Gauleiter est déçu en 1939 quand, en raison de l'ordonnance sur la nomination des commissaires à la défense du Reich du 1er septembre 1939, le nouveau bureau de commissaire à la défense du Reich ne lui est pas transféré, car le Gau ne correspond à aucun des 18 régions militaire. Ce n'est qu'avec l'ordonnance sur les commissaires à la défense du Reich et l'unification de l'administration économique du 16 novembre 1942 que les gaue du parti deviennent des districts de défense du Reich et ainsi chaque Gauleiter devient commissaire à la défense du Reich. De plus, il est commissaire au logement de gau à partir de 1940. Le 6 avril 1942, il devient le représentant plénipotentiaire pour le déploiement du travail et le 25 septembre 1944, il est le chef du Volkssturm dans le gau Franconie-Main.
Dans le plan de Hellmuth, un règlement des colonisations de la Rhön et du Spessart est prévu avec un groupe de personnes spécialement sélectionné, qui échoue à l'exception du Rhönhof en 1937. Le médecin de Wurtzbourg et chef du bureau de la politique raciale dans le Gau Ludwig Schmidt mène des enquêtes de biologie raciale auprès de la population. Du 3 au 6 octobre 1940, 777 patients au total sont transférés du sanatorium du château de Werneck sur ordre du Gauleiter. La moitié part au sanatorium et à la maison de retraite de Lohr am Main, l'autre moitié dans des institutions intermédiaires aux centres d'euthanasie des malades mentaux et handicapés dans les centres d'extermination nazis Sonnenstein et du château de Hartheim, où ils sont gazés.
Hellmuth fuit la libération par les Américains le 2 avril 1945. Le 14 avril 1945, le NSDAP est officiellement dissous dans le Gau Franconie-Main.
Otto Hellmuth est Gauleiter du 3 septembre 1928 au 2 avril 1945. Les adjoints sont Ludwig Pösl du 1er octobre 1931 au 20 septembre 1937 et Friedrich Kühnreich du 20 septembre 1937 au 14 avril 1945.

## Source, notes et références
- (de) Cet article est partiellement ou en totalité issu de l’article de Wikipédia en allemand intitulé « Gau Mainfranken » (voir la liste des auteurs).